# Tridynamia eberhardtii
Tridynamia eberhardtii är en vindeväxtart som beskrevs av François Gagnepain. Tridynamia eberhardtii ingår i släktet Tridynamia och familjen vindeväxter. Inga underarter finns listade i Catalogue of Life.